# Luciano Narsingh
Luciano Narsingh (* 13. September 1990 in Amsterdam, Nordholland) ist ein niederländischer Fußballspieler, der beim polnischen Club Miedź Legnica unter Vertrag steht.

## Karriere

### Verein
Narsingh, dessen Großeltern als Arbeitsmigranten aus Indien nach Suriname übergesiedelt waren, begann beim ASV Fortius in seiner Heimatstadt Amsterdam und ging dann wie sein älterer Bruder Furdjel in die Nachwuchsabteilung von Ajax Amsterdam. Noch in der Jugend wechselte er zum AZ Alkmaar, AVV Zeeburgia und dem SC Heerenveen. In der Saison 2008/09 spielte der Stürmer für den Friesenklub vornehmlich in der A-Jugend, wurde aber auch in der zweiten (Jong Heerenveen/Emmen) und zweimal in der ersten Mannschaft eingesetzt. Sein Debüt in der Eredivisie war eine Einwechslung für Danijel Pranjić im Heimspiel gegen Vitesse am 29. Oktober 2008. In der Saison 2009/10 kam er ebenfalls lediglich auf zwei Ligaspiele sowie einen Pokaleinsatz.
Seinen Durchbruch schaffte Narsingh unter Trainer Ron Jans in der Saison 2010/11. Er verdrängte Roy Beerens aus der Stammformation und erzielte als Rechtsaußen fünf Treffer in 24 Ligaspielen, den ersten davon beim 6:2-Sieg über den amtierenden Meister FC Twente. Darüber hinaus kam er zweimal im Pokal sowie in elf Spielen des Nachwuchsteams zum Einsatz. In der Spielzeit 2011/12 schenkte ihm Jans von Beginn an das Vertrauen, Narsingh stand während der gesamten Saison unumstritten in der Startformation der Heerenveener. Er erzielte in der Eredivisie selbst acht Tore. Zu zwanzig weiteren Treffern der Friesen lieferte er die Vorlagen und war damit der beste Vorbereiter der ersten Liga. Damit hatte Narsingh großen Anteil daran, dass sich der sc Heerenveen als Saisonfünfter für die dritte Vorrunde der Europa League qualifizierte.
Zur Saison 2012/13 wechselte Narsingh nach Eindhoven zur PSV, bei der er einen Fünfjahresvertrag unterschrieb. Hier gewann er insgesamt vier nationale Titel, ehe er im Januar 2017 zu Swansea City in die englische Premier League wechselte. Dort spielte er zwei Jahre und ging dann weiter zu Feyenoord Rotterdam. Von dort wurde er im Januar 2021 bis zum folgenden Saisonende an Twente Enschede verliehen. Nach einer Ausleihe an den Sydney FC (A-League Men) in Australien, wechselte Narsingh 2022 nach Polen zu Miedź Legnica (Ekstraklasa).

### Nationalmannschaft
Im November 2010 berief KNVB-Trainer Cor Pot Narsingh erstmals in den Kader von Jong Oranje. Am 30. Mai 2012 debütierte Narsingh in der „Elftal“ beim 2:0-Sieg gegen die Slowakei, als er in der 84. Minute für Arjen Robben eingewechselt wurde. Bei der Europameisterschaft 2012 stand er im Oranje-Kader, kam jedoch in keinem der drei verlorenen Vorrundenspiele zum Einsatz. Zuletzt stand er am 1. September 2016 bei einer 1:2-Testspielniederlage gegen Griechenland kurzzeitig auf dem Platz.

## Erfolge
- Niederländischer Meister: 2015, 2016
- Niederländischer Pokalsieger: 2012
- Niederländischer Supercupsieger: 2015

## Sonstiges
Sein zwei Jahre älterer Bruder Furdjel spielt aktuell für den FC Ararat-Armenia und Cousin Sheraldo Becker steht beim 1. FC Union Berlin unter Vertrag.